# José Mattoso
José Mattoso (Leiría, 22 de enero de 1933-Torres Vedras, 8 de julio de 2023) fue un historiador y medievalista portugués.

## Biografía
Antiguo profesor en la Universidad de Lisboa, pasó más tarde a ser catedrático de la  Universidad Nueva de Lisboa. Ganador del Premio Pessoa en 1987, es considerado «uno de los grandes medievalistas portugueses».
Es autor de obras como Le monachisme ibérique et Cluny. Les monastères du diocèse de Porto de l'an mille à 1200 (Publ. univers., 1968), su tesis doctoral; A nobreza medieval portuguesa. A família e o poder (Editorial Estampa, 1981); Ricos-homens, infanções e cavaleiros: a nobreza medieval portuguesa nos séculos XI e XII (1982); Narrativas dos Livros de Linhagens, seleção, introdução e comentários (1983); Identificação de um país. Ensaio sobre as origens de Portugal 1096-1325 (Editorial Estampa, 1985); In Religião e Cultura na Idade Média Portuguesa (Editora Imprensa Nacional-Casa da Moeda, 1982), A Dignidade: Konis Santana e a Resistência Timorense (Temas e Debates, 2005), sobre la ocupación por parte de Indonesia de Timor Oriental; o D. Afonso Henriques (Círculo de Leitores, 2006), una biografía de Alfonso I de Portugal; entre otras. Entre sus discípulos se encuentra el fallecido Luis Krus, junto a quien escribió A Terra de Santa Maria nos Séculos XI a XIII (Estampa, 1989), también con Amélia Andrade.
Ha sido también coordinador de Historia de Portugal (1993-1995), un total de ocho volúmenes; director de História da vida privada em Portugal, publicada en cuatro volúmenes; o editor de O reino dos mortos na idade média peninsular (João Sá da Costa, 1996); entre otras muchas obras.
Murió el 8 de julio de 2023.